# John D. Lawson
John Daniel Lawson (* 18. Februar 1816 in Montgomery, New York; † 24. Januar 1896 in New York City) war ein US-amerikanischer Politiker. Zwischen 1873 und 1875 vertrat er den Bundesstaat New York im US-Repräsentantenhaus.

## Werdegang
John Daniel Lawson wurde ein Jahr nach dem Ende des Britisch-Amerikanischen Krieges in Montgomery geboren und wuchs dort auf. In dieser Zeit besuchte er öffentliche Schulen. Er zog dann nach New York City, wo er als Büroangestellter (clerk) in einer Kurzwarenhandlung (dry-goods store) arbeitete. Im Verlauf des Jahres 1843 begann er damit kaufmännischen Geschäften nachzugehen. Politisch gehörte er der Republikanischen Partei an. Er nahm als Delegierter 30 Jahre lang an jeder Republican State, County und District Convention teil sowie an jeder Republican National Convention zwischen 1868 und 1892. Bei den Kongresswahlen des Jahres 1872 wurde er im achten Wahlbezirk von New York in das US-Repräsentantenhaus in Washington, D.C. gewählt, wo er am 4. März 1873 die Nachfolge von James Brooks antrat. Zwei Jahre später erlitt er bei seiner Wiederwahlkandidatur eine Niederlage und schied nach dem 3. März 1895 aus dem Kongress aus. Danach ging er wieder seinen früheren Geschäften nach. Er verstarb am 24. Januar 1896 in New York City und wurde dann auf dem Green-Wood Cemetery in Brooklyn beigesetzt.